# Familia Urbana

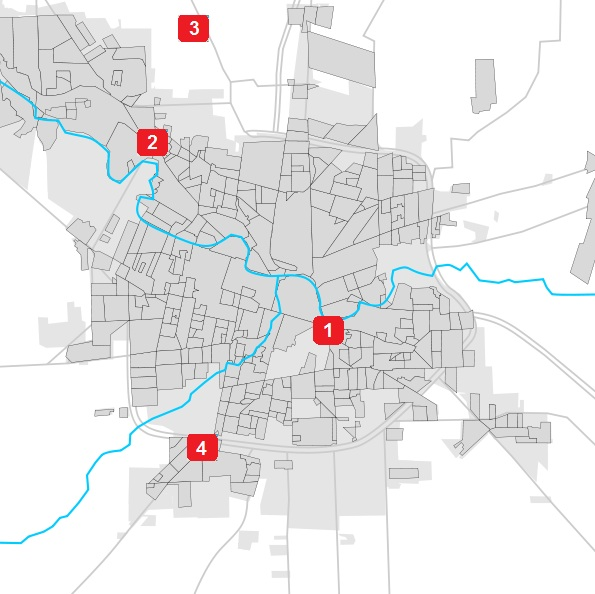
Ubicación de los distintos miembros de la Familia urbana:
1 - Hombre Urbano
2 - Mujer Urbana
3 - Niños y perro Urbanos
4 - Adolescentes Urbanos

La Familia Urbana es una saga de monumentos ubicados en diferentes sitios de la ciudad argentina de Córdoba. 

## Historia
En la década de 1991 el entonces intendente de la ciudad de Córdoba Rubén Américo Martí tuvo una importante reunión de intendentes en Washington (EE.UU). Como estaba a punto de dejar su mandato como intendente de la ciudad, tenía planeado una gran obra que dejara un hito en la cultura cordobesa. Para ello estaba a punto de comprar una gigante obra de un escultor colombiano; pero le informaron que no había fondos suficientes.
Para cumplir con sus intenciones el mandatario se contactó con el escultor cordobés Antonio Seguí, hablaron de cuanto dinero podría llegar a costar la obra, y el artista se ofreció a hacerla gratuitamente. Trabajó con un grupo de la UNC. La primera obra, el "Hombre urbano", tiene el doble de alto de lo que se ofreció para la obra del artista argentino.
Una vez inaugurada la primera obra, al poco tiempo se comenzó con la segunda, luego fue por la tercera, y a los pocos años se hizo la cuarta.
Estas esculturas están realizadas especialmente para soportar vientos de hasta 220 km/h.